# ウィリアム・フレミング (初代準男爵)
初代準男爵サー・ウィリアム・フレミング（英語: Sir William Fleming, 1st Baronet、1656年3月15日 – 1736年8月29日）は、イングランド王国出身の政治家、準男爵。

## 生涯
サー・ダニエル・フレミング（1701年3月25日没）とバーバラ・フレッチャー（Barbara Fletcher、初代準男爵サー・ヘンリー・フレッチャーの娘）の長男として、1656年3月15日にライダル・ホールで生まれた。2歳のときに転んで足が脱臼し、以降生涯にわたって片足が不自由になった。
1688年までに父との間で確執が生じたが、仕送りの金額によるものであり、政見が違うというわけではなかった。例えば、1688年にイングランド王ジェームズ2世がカトリック刑罰法と審査法に関する質問状を出したとき、フレミングは父の指示に従って曖昧な回答をした。1695年イングランド総選挙でフレミングのウェストモーランド選挙区からの出馬が取り沙汰されたが、父が明確に出馬を反対した。1696年5月にウェストモーランド選挙区の議員第2代準男爵サー・ジョン・ラウザーがロンズデール子爵に叙され、貴族院に移籍すると、補欠選挙が行われることとなり、フレミングはロンズデール子爵、第3代カーライル伯爵チャールズ・ハワード（ウェストモーランド統監）、第2代準男爵サー・ジョージ・フレッチャー（母方の親族）の支持をとりつけて出馬を表明したが、父が選挙の莫大な出費を理由に公にフレミングの出馬を批判した。フレミングはそのまま出馬を取り下げず、無投票で当選した。
当選直後に父から「若者が政治ばかり考えると、往々にして自身にとって重要なことを害してしまう」と心配されたためか、議会では麦芽税法や地税法に反対するなどウェストモーランドの利益を守るよう行動した。その後、ロンズデール子爵の影響力により1698年7月に関税委員会(excise commission)の委員に任命され、これにより毎年800ポンドの収入が得られて家計が安定するように思われたが、1700年2月に地税法が改正された結果、関税委員と庶民院議員の兼任ができなくなり、フレミングはどちらかを選ぶよう迫られた。同年6月、フレミングは関税委員に留任することを選択、父からこの決定を褒められた。以降フレミングはアン女王の即位（1702年）まで関税委員を務めた。
1702年イングランド総選挙で再びウェストモーランド選挙区から出馬したが、258票しか得られず（得票数4位）に落選した。その後、1704年の補欠選挙で次の総選挙に出馬しないことを条件にホイッグ党員からの支持を確保して無投票で当選した。やがてこのことを後悔して出馬を模索したが失敗、代償として1705年10月4日に準男爵に叙された。この準男爵位は特別残余権(special remainder)が規定され、初代準男爵の男系子孫が断絶した場合は初代準男爵の父の息子（すなわち、初代準男爵の弟たち）に継承権を与えると定められた。以降もウェストモーランド政界で活躍、1707年の補欠選挙では弟マイケルの当選に向けて選挙活動を行った。
1736年8月29日にライダル・ホールで死去した。息子をもうけなかったため、準男爵位は特別残余権に基づき弟ジョージが継承した。

## 家族
1723年8月1日、ドロシー・ローランドソン（Dorothy Rowlandson、1757年3月31日没、トマス・ローランドソンの娘）と結婚、3女をもうけた。
- ドロシー - エドワード・ウィルソン(Edward Wilson)と結婚
- バーバラ - エドワード・パーカー(Edward Parker)と結婚
- キャサリン - 第4代準男爵サー・ピーター・レスターと結婚